# Twin Peaks: Fire Walk with Me
Twin Peaks: Fire Walk with Me is een Amerikaanse psychologische horrorfilm uit 1992 onder regie van David Lynch. De film is een prequel van de televisieserie Twin Peaks (1990–1991). De hoofdrollen worden vertolkt door Sheryl Lee, Ray Wise, Moira Kelly en Dana Ashbrook. Kyle MacLachlan, die in de televisieserie de hoofdrol vertolkte, heeft in de film een bijrol.

## Verhaal
FBI-agenten Chester Desmond en Sam Stanley onderzoeken de moord op tienerprostituee Teresa Banks. Hun onderzoek leidt hen naar Deer Meadow (Washington), in de buurt van het stadje Twin Peaks. Ze ontdekken dat het slachtoffer een ring mist en dat er onder haar vingernagel een klein stukje papier zit met daarop de letter 'T'. Wanneer Desmond wat later de ring terugvindt onder een woonwagen, verdwijnt hij spoorloos.
In het FBI-hoofdkwartier in Philadelphia hebben agent Dale Cooper en zijn baas Gordon Cole een visioen waarin hun lang verloren gewaande collega Phillip Jeffries opduikt. Jeffries verklaart dat hij getuige was van een bijeenkomst van geesten, waaronder The Man from Another Place, BOB, mevrouw Chalfont en haar kleinzoon. Cooper wordt naar Deer Meadow gezonden om de verdwijning van Desmond te onderzoeken.
Een jaar later worstelt de populaire Laura Palmer, koningin van het schoolbal in Twin Peaks, met problemen. Ze is verslaafd aan cocaïne en bedriegt haar vriendje, de temperamentvolle Bobby Briggs, met de motorrijder James Hurley. Ze ontdekt ook dat iemand pagina's uit haar dagboek heeft gescheurd. Daarop geeft ze de rest van het boek aan haar vriend Harold Smith, een kluizenaar met agorafobie.
Mevrouw Chalfont en haar kleinzoon verschijnen voor Laura en waarschuwen haar dat "de man achter het masker" in haar slaapkamer is. Ze rent naar huis en ziet BOB daar. Ze huilt uit angst en ziet vervolgens ook haar vader Leland het huis verlaten. Diezelfde avond gedraagt Leland zich uitzinnig en agressief tegen zijn dochter.
Laura droomt in haar slaapkamer dat ze de Black Lodge betreedt. Ook Cooper en The Man from Another Place verschijnen in de droom. The Man from Another Place verklaart dat hij "de arm is" en onthult daarmee dat hij de ontbrekende arm van de eenarmige MIKE is. Vervolgens biedt hij Teresa's ring aan Laura aan, maar Cooper raadt haar af om de ring aan te nemen. Nadien verschijnt Annie Blackburn, die onder het bloed zit, kortstondig in het bed van Laura. Ze waarschuwt dat "de goede Dale in de Lodge zit en er niet weg kan".
De volgende avond gaat Laura naar de Roadhouse, waar ze afspreekt met haar drugdealers en seks heeft met vreemde mannen. Onverwacht daagt ook haar beste vriendin Donna op. Met een andere vriendin, genaamd Ronette Pulaski, bespreekt ze de moord op Teresa Banks. Volgens Ronette probeerde Teresa iemand te chanteren. Wanneer Laura vervolgens ziet hoe een halfnaakte Donna betast wordt door een vreemde man, raakt ze in paniek. Ze neemt Donna mee naar huis en smeekt haar om niet te worden zoals zij. De volgende dag worden Laura en haar vader klemgereden door Philip Gerard, de eenarmige man die bezeten is door de demon MIKE, en gewaarschuwd over haar vader en BOB. Gerard toont Laura ook de ring uit haar droom.
Leland herinnert zich ondertussen zijn affaire met Teresa. Hij had haar voorgesteld om groepsseks te hebben met enkele van haar vriendinnen, maar vluchtte toen hij ontdekte dat Laura een van die vriendinnen was. Teresa ontdekte uiteindelijk wie hij was en probeerde om hem te chanteren, waarna hij haar vermoordde om de waarheid verborgen te houden. De volgende nacht kruipt BOB door het raam van Laura's slaapkamer. Terwijl hij haar verkracht, transformeert hij in Leland.
Laura begint steeds meer cocaïne te gebruiken en begint problemen te krijgen op school. Wanneer haar vriendje Bobby beseft dat hij door haar gebruikt wordt om aan drugs te geraken, maakt hij een einde aan hun relatie. Laura dumpt vervolgens ook James, waarna ze 's nachts het bos intrekt om er in een hut groepsseks te hebben met Ronette en de drugsdealers Jacques en Leo.
Leland volgt haar. Hij slaat Jacques bewusteloos en jaagt Leo weg, waarna hij Laura en Ronette vastbindt en meeneemt naar een verlaten treinwagon. In de wagon transformeert hij in BOB, waarop hij verklaart dat hij Laura wil bezitten. MIKE heeft de door BOB bezeten Leland gevolgd en probeert in te grijpen. Hij werpt Laura de ring toe en helpt de bewusteloos geslagen Ronette ontsnappen uit de wagon. Laura doet de ring om haar vinger, waardoor BOB haar niet kan bezitten. Uit woede vermoordt hij haar, waarna hij haar lichaam in een plastic zeil wikkelt en op het meer laat drijven.
Terwijl haar lijk op het water drijft, betreedt Leland/BOB de Red Room, waar hij opgewacht wordt door MIKE en The Man from Another Place. Beiden willen hun deel van de "garmonbozia" (pijn en verdriet). Terwijl Laura's lijk gevonden wordt door de politie van Twin Peaks, wordt haar geest in de Lodge getroost door agent Cooper en verschijnt er een engel in de kamer.

## Rolverdeling
| Acteur              | Personage                       |
| ------------------- | ------------------------------- |
| Sheryl Lee          | Laura Palmer                    |
| Ray Wise            | Leland Palmer                   |
| Chris Isaak         | Special Agent Chester Desmond   |
| Kiefer Sutherland   | Special Agent Sam Stanley       |
| Mädchen Amick       | Shelly Johnson                  |
| Dana Ashbrook       | Bobby Briggs                    |
| Moira Kelly         | Donna Hayward                   |
| James Marshall      | James Hurley                    |
| Phoebe Augustine    | Ronette Pulaski                 |
| Kyle MacLachlan     | Special Agent Dale Cooper       |
| David Bowie         | Special Agent Phillip Jeffries  |
| Walter Olkewicz     | Jacques Renault                 |
| Eric Da Re          | Leo Johnson                     |
| David Lynch         | Bureau Chief Gordon Cole        |
| Miguel Ferrer       | Special Agent Albert Rosenfield |
| Pamela Gidley       | Teresa Banks                    |
| Al Strobel          | Phillip Gerard / MIKE           |
| Michael J. Anderson | The Man from Another Place      |
| Frank Silva         | Killer BOB                      |
| Harry Dean Stanton  | Carl Rodd                       |
| Heather Graham      | Annie Blackburn                 |
| Lenny Von Dohlen    | Harold Smith                    |

## Productie

### Achtergrond
De ABC-serie Twin Peaks was in 1990 een van de best bekeken tv-series in de Verenigde Staten, maar het tweede seizoen dat in 1991 werd uitgezonden kon de hoge verwachtingen van het publiek niet inlossen. Omdat de moordenaar van Laura Palmer al in de loop van het seizoen onthuld werd en de overige verhaallijnen steeds bizarder werden, nam het aantal kijkers gestaag af. Daarnaast kampte Lynch ook met narratieve problemen. Zo weigerden hoofdrolspelers Kyle MacLachlan en Lara Flynn Boyle, die in het echte leven een relatie hadden, mee te werken aan een verhaallijn waarin MacLachlans personage een relatie begon met de jonge Audrey Horne, die in de serie vertolkt werd door Sherilyn Fenn. Uiteindelijk besloot ABC om de serie in juni 1991 stop te zetten.

### Ontwikkeling
Na de annulering wilde Lynch de wereld van Twin Peaks verder verkennen in een film. "Ik kon de wereld van Twin Peaks niet verlaten. Ik was verliefd op het personage Laura Palmer en haar tegenstellingen: stralend aan de buitenkant, maar stervend aan de binnenkant. Ik wilde haar zien leven, bewegen en praten. Ik was verliefd op die wereld en ik was er nog niet mee klaar." Ook actrice Sheryl Lee wilde verder met het personage: "Laura voelde nooit volledig aan. Ik kon Laura nooit als levende vertolken, enkel in flashbacks; het geeft me dus de kans om de cirkel rond te maken voor het personage."
Lynch wilde een prequel, een film over de laatste week uit het leven van Laura Palmer. Mark Frost, met wie hij de serie bedacht had, wilde echter een sequel maken die voortborduurde op de cliffhanger waarmee de serie in juni 1991 geëindigd was. Frost haakte af en besloot met Storyville (1992) een eigen filmproject te regisseren. Hij werd alleen als uitvoerend producent bij de prequel betrokken. Lynch schreef de film uiteindelijk samen met Robert Engels, een van de schrijvers van de serie.
De investeringsmaatschappij CIBY 2000 van de Franse industrieel Francis Bouygues besloot het project te financieren. Lynch sloot begin jaren 1990 een samenwerkingscontract voor meerdere films af met het Franse bedrijf, dat hem creatieve vrijheid beloofde in ruil voor een relatief laag budget van 10 miljoen dollar. Het project werd enkele weken na de annulering van de serie aangekondigd. In juli 1991 verklaarde Frost dat er geen spin-off in de vorm van een film zou komen, "tenzij de acteurs veel wanhopiger zouden worden dan ze nu zijn".
Diezelfde maand verklaarde Ken Scherer, CEO van het productiebedrijf Lynch/Frost, dat de film er niet zou komen omdat MacLachlan weigerde terug te keren als Dale Cooper. De acteur bedacht zich uiteindelijk, waardoor het project verder kon.

### Casting
MacLachlan keerde schoorvoetend terug op voorwaarde dat zijn rol niet te groot zou zijn, waardoor Lynch genoodzaakt was om een andere FBI-agent aan het script toe te voegen om de moord op Teresa Banks te onderzoeken. Voor dit personage, dat de naam Chester Desmond kreeg, werd zanger Chris Isaak gecast. 
Kiefer Sutherland werd gecast als FBI-agent Sam Stanley, de assistent van Isaaks personage. David Bowie kreeg de rol van FBI-agent Phillip Jeffries. Enkele van zijn scènes haalden de uiteindelijke film niet, maar werden later wel toegevoegd aan de boxset Twin Peaks: The Entire Mystery (2014).
Fenn, die ook al verbonden was aan de productie van Of Mice and Men (1992), was naar eigen zeggen erg teleurgesteld in hoe de serie in het tweede seizoen geëvolueerd was en besloot niet deel te nemen aan Fire Walk with Me. Haar personage, Audrey Horne, kwam in de film niet aan bod. Lara Flynn Boyle keerde niet terug als Donna Hayward, waardoor Moira Kelly gecast werd om haar te vervangen. Ook acteur Richard Beymer besloot niet aan de film mee te werken.
Verscheidene acteurs van de oorspronkelijke serie keerden terug om aan Fire Walk with Me mee te werken, maar zagen hun scènes uit de uiteindelijke film geknipt worden. Het gaat om Michael Ontkean (Harry S. Truman), Warren Frost (Will Hayward), Mary Jo Deschanel (Eileen Hayward), Everett McGill (Ed Hurley), Wendy Robie (Nadine Hurley), Jack Nance (Pete Martell), Joan Chen (Jocelyn Packard), Kimmy Robertson (Lucy Moran), Harry Goaz (Andy Brennan), Michael Horse (Tommy "Hawk" Hill), Russ Tamblyn (Dr. Jacoby), Don S. Davis (Garland Briggs) en Charlotte Stewart (Betty Briggs). De scènes werden later als extra's toegevoegd aan de boxset Twin Peaks: The Entire Mystery (2014).

### Opnames
De opnames gingen op 5 september 1991 van start in Snoqualmie (Washington) en duurden tot 31 oktober 1991. Er werd gedurende vier weken op locatie gefilmd in Washington, gevolgd door vier weken studio-opnames in Los Angeles. Door de voorbereiding op zijn It's My Life Tour beschikte Bowie over weinig tijd. Hij nam zijn scènes op in vier dagen.
Doordat de opnames op locatie langer duurden dan gepland, kon de moord op Laura Palmer niet gefilmd worden in Washington. De moord in de treinwagon werd bijgevolg in een studio in Los Angeles gefilmd.

## Release en kritiek
Fire Walk with Me ging in mei 1992 in première op het filmfestival van Cannes. In augustus 1992 bracht New Line Cinema de film in de Verenigde Staten uit. De film bracht in Noord-Amerika 4,2 miljoen dollar op. In Nederland ging de film eind december 1992 in première.
Na de vertoning in Cannes kreeg de film bijna uitsluitend negatieve recensies. Ook het door CIBY 2000 georganiseerde feestje in Cannes was geen succes omdat investeerder Francis Bouygues volgens Lynch niet erg geliefd was in eigen land, wat een rol speelde bij de negatieve ontvangst die de film op het festival kreeg.
Volgens Roger Ebert, recensent van de krant Chicago Sun-Times, kreeg de film te maken met twee extremen; de ene kant was uitermate positief en de andere kant was precies het tegenovergestelde. Filmmaker Quentin Tarantino, die de filmvertoning in Cannes had bijgewoond, was in een interview uit 1992 vernietigend voor de regisseur: "David Lynch is zo diep in zijn eigen kont gekropen dat ik niet meteen behoefte heb om nog een andere film van hem te zien. En weet je, ik adoreerde hem. Ik adoreerde hem."
Vooral Amerikaanse recensenten waren niet mals voor Lynch. Janet Maslin van The New York Times schreef: "Lynchs voorkeur voor hersendode buitensporigheid is afgezaagd geworden." Vincent Canby van The New York Times trad zijn collega bij: "Het is niet de slechtste film ooit gemaakt, het lijkt alleen zo." Todd McCarthy van Variety schreef: "Laura Palmer is geen interessant of beklijvend personage en is al lang voor de climax van de film een vermoeiende tiener geworden." USA Today noemde de film een "uitermate plezierloze bedoening".
In latere jaren kreeg Fire Walk with Me meer positieve recensies en werd de film zelfs als een meesterwerk bestempeld. Slant Magazine gaf de film in 2002 een score van vier op vier en voegde het later ook toe aan de lijst van "100 Essentiële Films". Filmmaker James Gray noemde de film in de podcast The Cinephiliacs "een ongelooflijke film", "een meesterwerk" en "een klassiek voorbeeld van hoe recensenten verkeerd kunnen zitten". Calum Marsh van The Village Voice schreef in 2013: "Op zijn eigen unieke en erg bizarre manier is Fire Walk with Me David Lynchs meesterwerk."
Mary Sweeney, die de film monteerde, verklaarde dat het publiek dolgraag een film wilde die in het verlengde lag van de televisieserie, maar in plaats daarvan een onvervalste David Lynch-film kreeg: "De mensen waren erg kwaad, ze voelden zich verraden." Volgens sommige filmcritici waren Lynch' intenties nochtans meteen duidelijk; de film begint immers met een televisiescherm dat aan diggelen geslagen wordt.
Op Rotten Tomatoes heeft de film een waarde van 63% en een gemiddelde score van 6,4/10, gebaseerd op 73 recensies. Op Metacritic heeft de film een gemiddelde score van 28/100, gebaseerd op 16 recensies.

## Nasleep
Fire Walk with Me was een financiële flop en ontving aanvankelijk veel negatieve recensies. Het duurde vijf jaar alvorens Lynch een nieuwe film zou regisseren. Plannen om nog twee Twin Peaks-films te maken die het verhaal zouden uitdiepen en afronden, werden opgedoekt. In 2001 noemde Lynch de franchise "zo dood als een pier".
In de loop der jaren nam de waardering voor de film toe. In 2017, 25 jaar na Fire Walk with Me, bracht Lynch met Twin Peaks: The Return nog een derde seizoen van de televisieserie uit. De achttien afleveringen bevatten verschillende narratieve elementen en personages die voor het eerst in Fire Walk with Me geïntroduceerd werden. Het nieuwe seizoen ging gepaard met een herwaardering van Fire Walk with Me.

## Prijzen en nominaties
| Prijs / Festival          | Categorie                  | Genomineerde(n)            | Uitslag     |
| ------------------------- | -------------------------- | -------------------------- | ----------- |
| Filmfestival van Cannes   | Palme d'Or                 | David Lynch                | Genomineerd |
| Independent Spirit Awards | Beste actrice              | Sheryl Lee                 | Genomineerd |
| Independent Spirit Awards | Beste muziek               | Angelo Badalamenti         | Gewonnen    |
| Saturn Awards             | Beste horrorfilm           | Beste horrorfilm           | Genomineerd |
| Saturn Awards             | Beste actrice              | Sheryl Lee                 | Genomineerd |
| Saturn Awards             | Beste acteur in een bijrol | Ray Wise                   | Genomineerd |
| Saturn Awards             | Beste scenario             | David Lynch, Robert Engels | Genomineerd |
| Saturn Awards             | Beste muziek               | Angelo Badalamenti         | Gewonnen    |

## Soundtrack
De soundtrack van de film werd gecomponeerd door Angelo Badalamenti, die eerder ook al de muziek van de serie had gecomponeerd. Eerder had hij met David Lynch ook al samengewerkt aan de films Blue Velvet (1986) en Wild at Heart (1990). In maart 2011 plaatste het Britse tijdschrift NME de soundtrack van Fire Walk with Me op de eerste plaats in de lijst van 50 beste filmsoundtracks.
1. "Theme from Twin Peaks: Fire Walk with Me" – 6:40
2. "The Pine Float" – 3:58
3. "Sycamore Trees" – 3:52
4. "Don't Do Anything (I Wouldn't Do)" – 7:17
5. "A Real Indication" – 5:31
6. "Questions in a World of Blue" – 4:50
7. "The Pink Room" – 4:02
8. "The Black Dog Runs at Night" – 1:45
9. "Best Friends" – 2:12
10. "Moving Through Time" – 6:41
11. "Montage from Twin Peaks: Girl Talk/Birds in Hell/Laura Palmer's Theme/Falling" – 5:27
12. "The Voice of Love" – 3:55